# Alexandria Lamontagne
Alex Lamontagne, née le 27 juillet 1996 à Richmond Hill, est une footballeuse internationale canadienne évoluant au poste d'attaquante à l'AS Saint-Étienne.

## Biographie

### Carrière en club
Après ses années universitaires avec l'Orange de Syracuse, Alex Lamontagne joue en 2018 d'abord au Calgary Foothills WFC. À l'été, elle signe  au FC Fleury 91 en Division 1 Féminine. Après son passage professionnel en France, Alex Lamontagne revient à Calgary à la mi-saison 2019. L'internationale canadienne est nommée Joueuse offensive de l'année de la Conférence Ouest de l'UWS.
À l'été 2020, elle rejoint le Rodez Aveyron Football en D2 féminine.
Après 3 saisons avec Rodez, dont une montée lors de la saison 2021-2022, elle rejoint l'AS Saint-Étienne en D1 Arkema.

### Carrière en sélection
Alex Lamontagne fait partie de l'équipe du Canada U20 qui a terminé deuxième du Championnat de la CONCACAF U20 2015, derrière les États-Unis. Ce résultat lui permet avec la sélection canadienne de participer à la Coupe du monde des moins de 20 ans.
Elle dispute avec la sélection nationale canadienne l'Algarve Cup en 2017. Elle dispute deux matchs et finit finaliste de la compétition avec le Canada.

## Palmarès
Rodez AF 
- Championnat de France de D2 (1) :
  - Champion : 2022

### En sélection
- Algarve Cup
  - Finaliste : 2018

## Statistiques
| Saison                | Club                  | Championnat           | Championnat | Championnat | Coupe(s) nationale(s) | Coupe(s) nationale(s) | Total | Total |
| Saison                | Club                  | Division              | M.          | B.          | M.                    | B.                    | M.    | B.    |
| 2018-2019             | FC Fleury 91          | Division 1            | 18          | 2           | 3                     | 0                     | 21    | 2     |
| Sous-total            | Sous-total            | Sous-total            | 18          | 2           | 3                     | 0                     | 21    | 2     |
| 2020-2021             | Rodez AF              | Division 2            | 6           | 8           | 0                     | 0                     | 6     | 8     |
| 2021-2022             | Rodez AF              | Division 2            | 18          | 9           | 4                     | 6                     | 22    | 15    |
| 2022-2023             | Rodez AF              | D1 Arkema             | 19          | 5           | 1                     | 0                     | 20    | 5     |
| Sous-total            | Sous-total            | Sous-total            | 43          | 22          | 5                     | 6                     | 48    | 28    |
| 2023-2024             | AS Saint-Étienne      | D1 Arkema             | 11          | 1           | 0                     | 0                     | 11    | 1     |
| Total sur la carrière | Total sur la carrière | Total sur la carrière | 72          | 25          | 8                     | 6                     | 80    | 31    |